# Батырмурзаев, Зайналабид Нухаевич
Зайналабид Нухаевич Батырмурзаев (1897, Аксай — 1919, Хасавюрт) — революционный деятель начала XX века, поэт, публицист.

## Биография
Батырмурзаев родился в 1897 году в селе Аксай Хасавюртовского округа Терской области в семье писателя и просветителя Нухая Батырмурзаева. По национальности — кумык.
По окончании Хасавюртовского реального училища учился в Астрахани, Баку и Казани. В Казани сблизился с социал-демократами.
В 1916 году по возвращении на родину стал преподавателем в реальном училище слободы Хасавюрт.
С 1917 года один из редакторов общественно-политического и литературного журнала «Танг Чолпан» («Утренняя звезда»), в котором печатал собственные произведения, а также переводы на кумыкский язык произведений классиков русской литературы: Л. Н. Толстого, М. Ю. Лермонтова, И. А. Крылова. С этого же года стал активным участником большевистского просветительно-агитационного бюро, а с апреля по август 1918 года — руководителем первой кумыкской большевистской газеты «Ишчи халкь» («Рабочий народ»).
В 1919 году избран в члены Дагобкома РКП(б), а также назначен председателем Революционного комитета Хасавюртовского округа.
В октябре 1919 года был схвачен деникинцами и позже расстрелян вместе с отцом в Хасавюрте.
Похоронен в селе Адиль-Янгиюрт Бабаюртовского района Дагестана.

## Произведения
Исторические очерки:
- «Дагъыстан тарихине бир къарав» («Взгляд на историю Дагестана»), 1917 г.
- «Дагъыстанда тарихи гюнлер» («Исторические дни в Дагестане»), 1918 г.

Пьесы:
- «Даниялбек», 1916 г.
- «Наперекор муллам», 1917 г.

## Память
В 1944 году имя Батырмурзаева было присвоено Хасавюртовскому педагогическому училищу (ныне Педагогический колледж).
Имя Батырмурзаева З. Н. носит центральная площадь г. Хасавюрт, на которой ему установлен памятник.
Улица Батырмурзаева в городах: Махачкала, Хасавюрт, Южно-Сухокумск, поселке Шамхал в селах: Манаскент, Каякент, Бабаюрт, Капкайкент, Параул, Стальское, Чонтаул, Султан-Янгиюрт, а также в селе Кизляр (Северная Осетия) и Брагуны (Чечня)